# Alak
Gli alak o hrlak sono un gruppo etnico stanziato nelle montagne delle province di Salavan e Xekong, nel Laos meridionale. Parlano la lingua alak, idioma che fa parte della famiglia linguistica mon khmer, collegato a quello dei vietnamiti bahnar e dei cambogiani tampuan e lamam. Poco si sa delle loro origini e si presume provengano dal versante centrale vietnamita della catena Annamita.

## Cultura
Vivono abitualmente in villaggi sparsi composti da un minimo di 10 ad un massimo di 60 nuclei familiari. Le abitazioni sono palafitte disposte in cerchio attorno ad una costruzione pubblica. Sono dediti all'agricoltura e fanno un largo uso della pratica del debbio. La coltura principale è il riso. Oltre ad alimentarsi di prodotti agricoli, mangiano soprattutto pesce e funghi.
Praticano l'Animismo e nella maggior parte dei villaggi vi sono sciamani, che oltre a curare i malati fanno cerimonie propiziatorie e predicono il futuro. I morti vengono seppelliti in apposite zone della foresta vicino ad altre tombe.

## Storia
Gli alak sono passati alla storia all'inizio del XX secolo come protagonisti della cosiddetta "ribellione del sant'uomo", con la quale il loro capo-tribù Ong Keo guidò diversi villaggi di lao theung contro i colonialisti francesi. Ritenuto dotato di poteri magici dai suoi seguaci, Ong Keo radunò intorno a sé una moltitudine di kha (schiavi), come erano conosciuti i lao theung, per lottare contro l'imposizione di pesanti tasse da parte dei francesi a questa fascia estremamente povera della popolazione. Tra le altre etnie di kha che si unirono a questa ribellione vi furono i loven, gli nyaheun e i sedang.
La rivolta ebbe inizio nel 1901 nella Provincia di Salavan, nel Laos meridionale, si propagò ben presto nelle vicine province vietnamite e siamesi, e finì per coinvolgere importanti personalità di etnia laotiana, la più importante del Paese. L'espandersi del fenomeno costrinse alla mobilitazione sia le autorità francesi che quelle siamesi. Nel 1910 Ong Keo fu ucciso, ma la ribellione fu portata avanti dal capo-tribù dei loven Ong Kommandam, assassinato nel 1936. Con la morte di Ong Kommandam, la ribellione ebbe fine.